# Dascyllus
Dascyllus är ett släkte inom familjen frökenfiskar som består av tio arter.
Fiskarna i släktet lever i tropiska korallrev i Stilla havet, Indiska oceanen och Röda havet i ett kommensalt förhållande till stenkoraller, som bekläder Dascyllus-fiskarna. Dascyllus livnär sig av zooplankton.